# Musique sikhe
La musique sikhe est une musique religieuse, dévolue au culte sikh. C'est une variante penjabie de la musique indienne, notamment proche de la musique hindoustanie. Elle s'en différencie du fait qu'au lieu de privilégier le râga (« mélodie ») et le tâla (« rythme »), elle met en avant le pad (« texte ») dans le shabad (« hymne ») et l'avdhân (« attention ») dans le dhyân (« méditation »).
Elle est basée sur la récitation du livre saint Guru Granth Sahib datant de 1604 et composé de 5894 hymnes ou shabads. Ils sont organisés selon 62 râgas dont 31 principaux divisant l'ouvrage en autant de chapitres, indiqués au début de chacun d'eux avec le rythme à suivre (tâla ou ghar), parfois la mélodie dhûni et le nom de leur auteur.
Ces chants s'appellent aussi kirtans. Ils conservent des musiques et des styles (partâl et amritsari bâj) disparues en Inde et ont des règles d'usage très strictes :
- Ainsi toutes sessions commencent par un shân (solo de percussion avec accompagnement instrumental), suivi d'un manglacharan (invocation divine) où le tempo lent shabad alâp est bien vite remplacé par un cycle long à 12 temps ; puis un autre shabad suit jusqu'à la pièce finale, le paurhee (simple verset).
- Il est formellement interdit d'interrompre un hymne en cours ou de s'abandonner à des ornementations trop complexes pouvant détourner les auditeurs du sens du texte sacré. Les instruments doivent soutenir discrètement le texte chanté et ne jamais le supplanter.
- De même, aucune donation n'est permise aux musiciens aujourd'hui.

Cette musique appelée aussi Gurbani sangît ou Gurmat sangît est au cœur de la pratique sikhe si bien que la vie de chaque Gurdwārā (lieu de culte des sikhs) s'organise autour d'elle ; la lecture continuelle Akhand Path du livre saint et la déclamation continuelle des hymnes (en une pièce séparée) est une caractéristique du Temple d'or d'Amritsar. 

## Musiciens
Les musiciens sikhs se réclament de Bhai Mardana, disciple de Guru Nanak, qui l'accompagnait au rabâb. Aujourd'hui au sein de l'ensemble chauki, ils chantent en duo accompagnés par deux musiciens à l'harmonium et au tablâ et parfois à la tampoura, à la sarinda, au sarangi, au taus, au pakhawaj, au dhadh ou au jorî. 
Ils s'organisent en rababis, ragis et dhadhis :
- Les rababis accompagnent les chanteurs au rabâb (ancêtre du sarod) ; cette lignée professionnelle est quasi éteinte à la suite de la partition de l'Inde depuis 1947, car ils ont émigré au Pakistan où ils ne reçoivent pas de subsides.
- Les râgis sont les chanteurs amateurs introduits pour relativiser l'influence des précédents. Ce terme désigne aussi aujourd'hui l'ensemble musical composé des chanteurs et musiciens (harmonium et tablâ) jouant au sein des temples.
- Les dâdhis sont aussi des chanteurs amateurs mais accompagnés à la vièle sarangi et au tambour dâdh. Ils exécutent des chants folkloriques ghoriân, alâhniân, chhunt ou des ballades épiques vârs en honneur à la bravoure des héros sikhs ; ils peuvent aussi chanter leurs propres compositions et pas forcément dans un temple.

Au XXe siècle, la musique, jusque-là très orthodoxe et proche du dhrupad, s'est popularisée en adoptant le style khyal tout en intégrant des thèmes de la filmi music. 
Bien que très proche et sans doute dérivé du bhajan hindou et du qawwwali musulman, il ne faut pas les confondre.

## Râga et tâla
Chaque râga a une humeur et une heure particulière  (Aasa - crépuscule, Bilawal - matin, Sarang - après-midi, Kalyaan - soir).
Les râgas
- Sôhi - joie, séparation
- Bilâval - bonheur

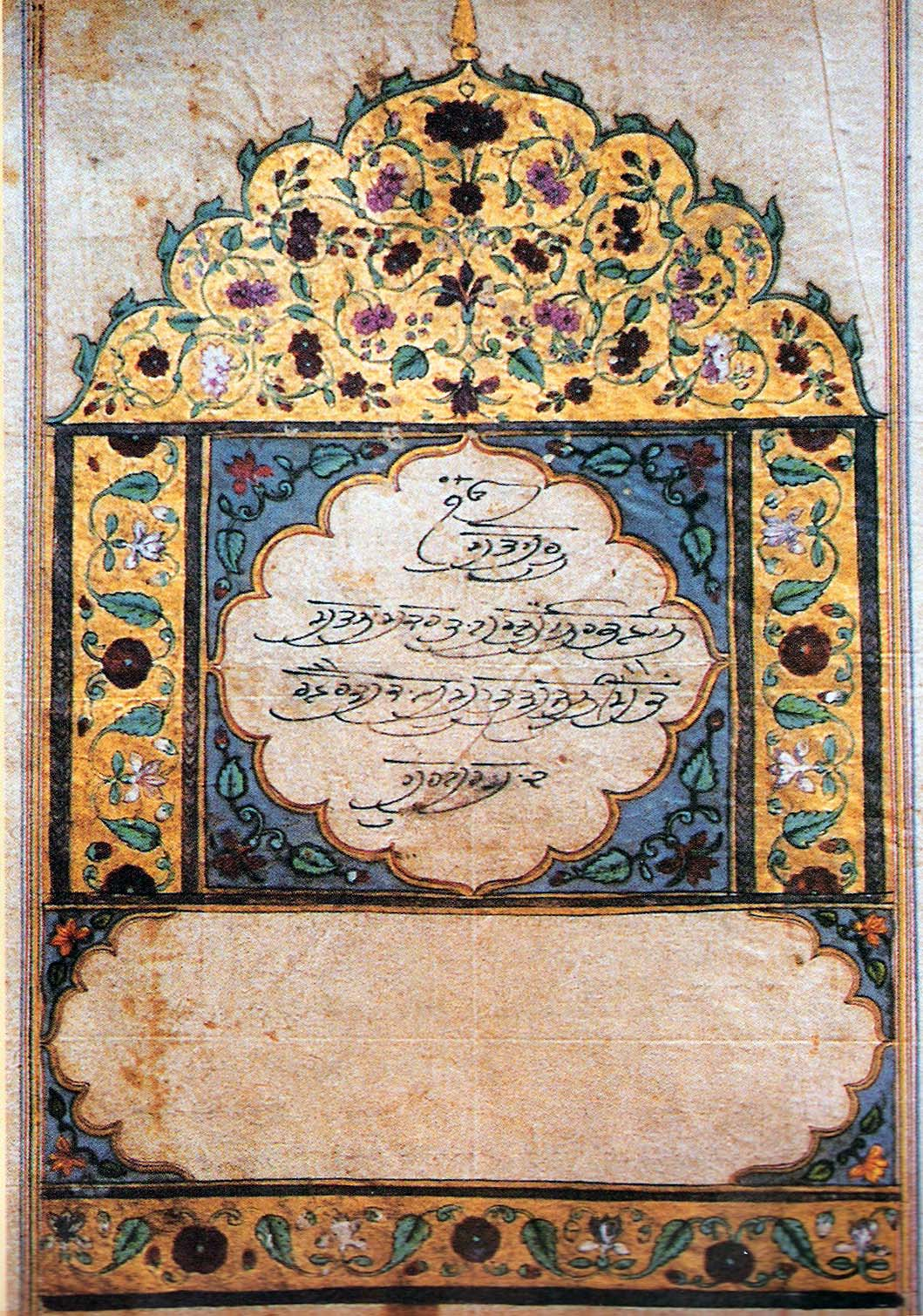
Guru Granth Sahib

- Gaund - étrangeté, surprise, beauté
- Sri - satisfaction, équilibre
- Mâjh - perte, majesté
- Gauri - solennel
- Aasa - endurance
- Gujri - satisfaction, douceur, tristesse
- Devgandhari - douceur
- Bihâgra - majesté
- Sorath - motivation
- Dhanasari - inspiration, motivation
- Jaitsrî - douceur, satisfaction, tristesse
- Todi - instabilité
- Bhairâgi - tristesse
- Tilang - majesté, plainte
- Raamkali - calme
- Nat Narayan - bonheur
- Mâli Gaura - bonheur
- Mâru - vaillant
- Tukhari - majesté
- Kedara - amour, majesté
- Bhairav - sérieux,
- Basant - bonheur
- Sarang - tristesse
- Malâr - séparation
- Jaijawanti - viril
- Kalyân - dévotion
- Vadhans - viril, perte (Alahniya est chanté pour le deuil)
- Parbhati - dévotion, sérieux
- Kânra - dévotion, sérieux

Les tâla ou ghar (« rythmes »)

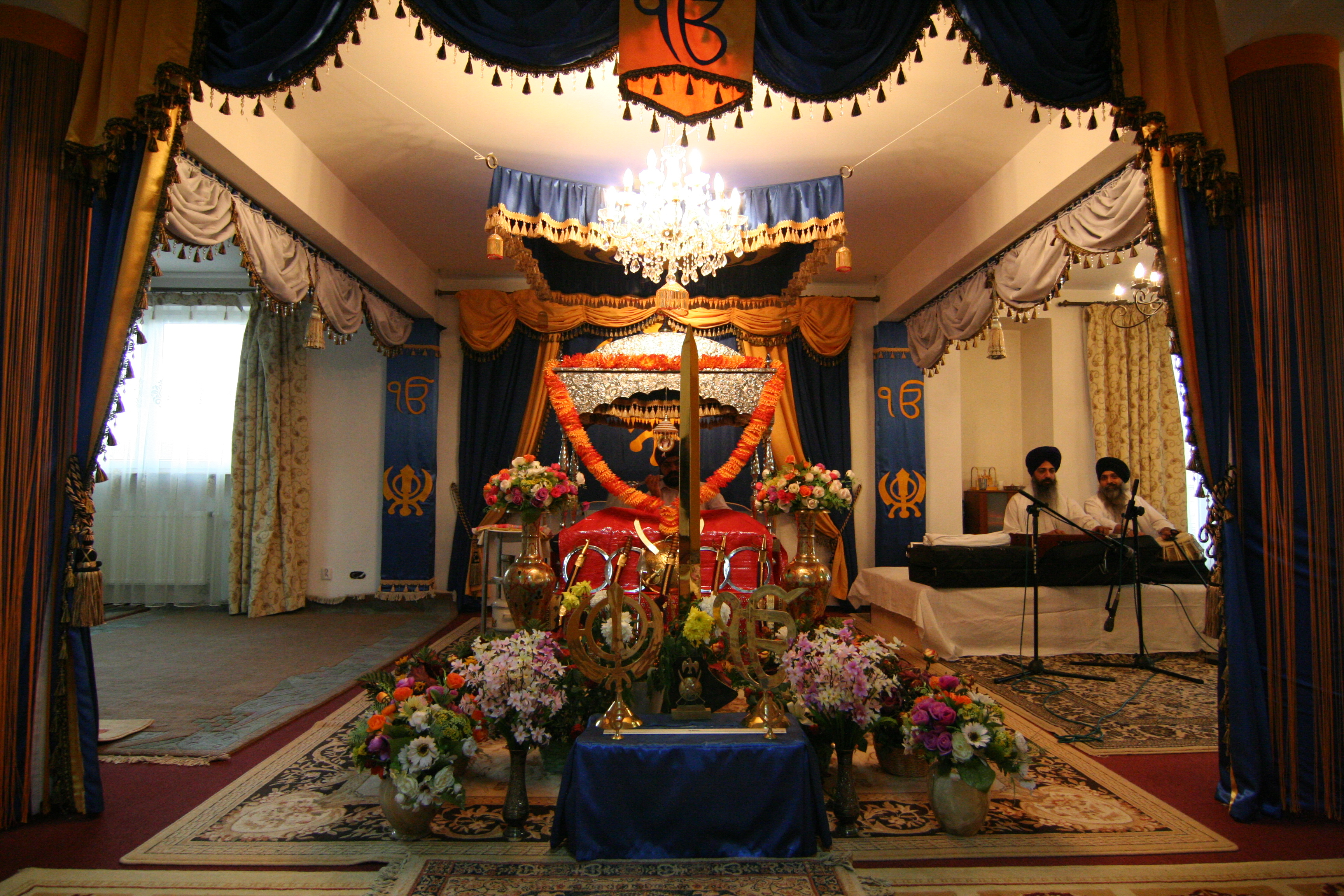
Temple sikh avec musiciens

- Ghar 1 - Dadra tâl (1 tâli - 6 mâtrâs)
- Ghar 2 - Rupak tâl (2 tâlis - 7 mâtrâs)
- Ghar 3 - Tîn tâl (3 tâlis - 16 mâtrâs)
- Ghar 4 - Châr tâl (4 tâlis - 12 mâtrâs)
- Ghar 5 - Punj tâl (5 tâlis - 15 mâtrâs)
- Ghar 6 - Khut tâl (6 tâlis - 18 mâtrâs)
- Ghar 7 - Mut tâl (7 tâlis - 21 mâtrâs)
- Ghar 8 - Asht Mangal tâl (8 tâlis - 22 mâtrâs)
- Ghar 9 - Mohini tâl (9 tâlis - 23 mâtrâs)
- Ghar 10 - Braham tâl (10 tâlis - 28 mâtrâs)
- Ghar 11 - Rudra tâl (11 tâlis - 32 mâtrâs)
- Ghar 12 - Vishnu tâl (12 tâlis - 36 mâtrâs)
- Ghar 13 - Muchkund tâl (13 tâlis - 34 mâtrâs)
- Ghar 14 - Mahashani tâl (14 tâlis - 42 mâtrâs)
- Ghar 15 - Mishr Baran tâl (15 tâlis - 47 mâtrâs)
- Ghar 16 - Kul tâl (16 tâlis - 42 mâtrâs)
- Ghar 17 - Chrchari tâl (17 tâlis - 40 mâtrâs)